# Alessandro Costacurta
Alessandro Costacurta (ur. 24 kwietnia 1966 w Jerago con Orago) – włoski piłkarz występujący na pozycji obrońcy, reprezentant kraju, trener, działacz piłkarski.

## Kariera piłkarska
Alessandro Costacurta jest uznawany za jednego z najlepszych obrońców w historii piłki nożnej. Karierę piłkarską rozpoczął w juniorach AC Asso. Następnie w latach 1979–1986 grał w juniorach AC Milanu, następnie przechodząc do drużyny seniorów, w której grał do końca swojej kariery piłkarskiej, do 2007 roku. Debiut w klubie zaliczył 24 sierpnia 1986 roku w wygranym 1:0 meczu domowym z SS Sambenedettese w fazie grupowej Pucharu Włoch. Jednak w tamtym czasie nie był w stanie wywalczyć miejsca w składzie drużyny Rossonerich, w sezonie 1986/1987 grał na wypożyczeniu w występującym wówczas w Serie C1 AC Monza.
Po sezonie 1986/1987 wrócił do AC Milanu, w którym jest drugim obok Paolo Maldiniego (w latach 1997–2007 był jego zastępcą kapitana) najbardziej utytułowanym zawodnikiem w historii klubu: 7-krotne mistrzostwo (1988, 1992–1994, 1996, 1999, 2004), trzykrotne wicemistrzostwo Włoch (1990, 1991, 2005), czterokrotnie 3. miejsce w Serie A (1989, 2000, 2003, 2006), Puchar Włoch 2003, dwukrotnie finał rozgrywek (1990, 1998), 5-krotnie Superpuchar Włoch (1988, 1992–1994, 2004), 5-krotnie Puchar Europy/Liga Mistrzów (1989, 1990, 1994, 2003, 2007), trzykrotnie finał rozgrywek (1993, 1995, 2005), czterokrotnie Superpuchar Europy (1989, 1990, 1994, 2003) oraz dwukrotnie Puchar Interkontynentalny (1989, 1990).
Ostatni mecz w klubie rozegrał 19 maja 2007 roku w przegranym 2:3 domowym meczu ligowym z Udinese Calcio, w którym w 57. minucie zdobył swojego ostatniego gola dla klubu na 2:2 w rzutu karnego, a w 59. minucie został zmieniony przez Davide Di Gennaro. Łącznie w klubie rozegrał 663 mecze (458 w Serie A, 78 w Pucharze Włoch, 116 w europejskich pucharach, 6 w Superpucharze Włoch, 5 w Pucharze Interkontynentalnym), w których zdobył 3 gole.
W 2004 roku zajął 50. miejsce w plebiscycie UEFA Golden Jubilee Poll, a w 2009 roku został wybrany do Galerii Sławy klubu.
Wśród fanów zespołu zyskał sobie przydomek Billy.

## Kariera reprezentacyjna
Alessandro Costacurta w latach 1986–1990 rozegrał 8 meczów w reprezentacji Włoch U-21, z która dwukrotnie uczestniczył na dwóch mistrzostwach Europy U-21(1988, 1990). W seniorskiej reprezentacji Włoch w latach 1991–1998 rozegrał 59 meczów (w tym dwa mecze jako kapitan), w których zdobył 2 gole. Debiut zaliczył 13 listopada 1991 roku w zremisowanym 1:1 meczu eliminacyjnym mistrzostw Europy 1992 z reprezentacją Norwegii na Stadio Luigi Ferraris w Genui. Uczestniczył na dwóch mistrzostwach świata (1994 – wicemistrzostwo, 1998) oraz na Mistrzostwach Europy 1996. Ostatni mecz w drużynie Azzurich rozegrał 3 lipca 1998 roku na Stade de France w Saint-Denis, gdy reprezentacja Włoch grała w ćwierćfinale z reprezentacją Francji. Po regulaminowym czasie gry i dogrywce był bezbramkowy remis, seria rzutów karnych zakończyła się zwycięstwem gospodarzy turnieju 4:3, którzy wkrótce wygrali turniej.

## Kariera trenerska
Alessandro Costacurta po zakończeniu kariery piłkarskiej rozpoczął karierę trenerską. W sezonie 2007/2008 był w sztabie szkoleniowym Carlo Ancelottiego w AC Milanie, w którym pełnił funkcję trenera technicznego.
27 października 2008 roku został trenerem występującej w Serie B AC Mantova, którym był do 9 lutego 2009 roku.

## Statystyki

### Klubowe
| Klub               | Sezon              | Liga               | Liga  | Liga | Puchar krajowy | Puchar krajowy | UEFA  | UEFA | Inne  | Inne | Łącznie | Łącznie |
| Klub               | Sezon              | Liga               | Mecze | Gole | Mecze          | Gole           | Mecze | Gole | Mecze | Gole | Mecze   | Gole    |
| ------------------ | ------------------ | ------------------ | ----- | ---- | -------------- | -------------- | ----- | ---- | ----- | ---- | ------- | ------- |
| AC Milan           | 1986/1987          | Serie A            | 0     | 0    | 2              | 0              | —     | —    | —     | —    | 2       | 0       |
| AC Milan           | 1987/1988          | Serie A            | 7     | 0    | 1              | 0              | —     | —    | —     | —    | 8       | 0       |
| AC Milan           | 1988/1989          | Serie A            | 26    | 0    | 7              | 0              | 7     | 0    | 1     | 0    | 41      | 0       |
| AC Milan           | 1989/1990          | Serie A            | 26    | 1    | 3              | 0              | 10    | 0    | 1     | 0    | 40      | 1       |
| AC Milan           | 1990/1991          | Serie A            | 25    | 0    | 3              | 0              | 6     | 0    | 1     | 0    | 35      | 0       |
| AC Milan           | 1991/1992          | Serie A            | 30    | 1    | 6              | 0              | —     | —    | —     | —    | 36      | 1       |
| AC Milan           | 1992/1993          | Serie A            | 31    | 0    | 6              | 0              | 10    | 0    | 1     | 0    | 48      | 0       |
| AC Milan           | 1993/1994          | Serie A            | 30    | 0    | 2              | 0              | 13    | 0    | 2     | 0    | 47      | 0       |
| AC Milan           | 1994/1995          | Serie A            | 27    | 0    | 3              | 0              | 8     | 0    | 2     | 0    | 40      | 0       |
| AC Milan           | 1995/1996          | Serie A            | 30    | 0    | 3              | 0              | 7     | 0    | —     | —    | 40      | 0       |
| AC Milan           | 1996/1997          | Serie A            | 30    | 0    | 3              | 0              | 5     | 0    | 1     | 0    | 39      | 0       |
| AC Milan           | 1997/1998          | Serie A            | 29    | 0    | 8              | 0              | —     | —    | —     | —    | 37      | 0       |
| AC Milan           | 1998/1999          | Serie A            | 29    | 0    | 3              | 0              | —     | —    | —     | —    | 32      | 0       |
| AC Milan           | 1999/2000          | Serie A            | 27    | 0    | 2              | 0              | 5     | 0    | 1     | 0    | 35      | 0       |
| AC Milan           | 2000/2001          | Serie A            | 18    | 0    | 2              | 0              | 9     | 0    | —     | —    | 29      | 0       |
| AC Milan           | 2001/2002          | Serie A            | 21    | 0    | 3              | 0              | 7     | 0    | —     | —    | 31      | 0       |
| AC Milan           | 2002/2003          | Serie A            | 18    | 0    | 5              | 0              | 10    | 0    | —     | —    | 33      | 0       |
| AC Milan           | 2003/2004          | Serie A            | 22    | 0    | 5              | 0              | 8     | 0    | 1     | 0    | 36      | 0       |
| AC Milan           | 2004/2005          | Serie A            | 14    | 0    | 3              | 0              | 5     | 0    | —     | —    | 22      | 0       |
| AC Milan           | 2005/2006          | Serie A            | 15    | 0    | 3              | 0              | 3     | 0    | —     | —    | 21      | 0       |
| AC Milan           | 2006/2007          | Serie A            | 3     | 1    | 5              | 0              | 3     | 0    | —     | —    | 11      | 1       |
| Łącznie            | Łącznie            | Łącznie            | 458   | 3    | 78             | 0              | 116   | 0    | 11    | 0    | 663     | 3       |
| AC Monza (wyp.)    | 1986/1987          | Serie C1           | 30    | 0    | —              | —              | —     | —    | 1     | 0    | 31      | 0       |
| Łącznie w karierze | Łącznie w karierze | Łącznie w karierze | 488   | 3    | 78             | 0              | 116   | 0    | 12    | 0    | 694     | 3       |

### Reprezentacyjne
| Reprezentacja | Rok     | Mecze | Gole |
| ------------- | ------- | ----- | ---- |
| Włochy        | 1991    | 2     | 0    |
| Włochy        | 1992    | 8     | 1    |
| Włochy        | 1993    | 5     | 0    |
| Włochy        | 1994    | 14    | 1    |
| Włochy        | 1995    | 5     | 0    |
| Włochy        | 1996    | 6     | 0    |
| Włochy        | 1997    | 11    | 0    |
| Włochy        | 1998    | 8     | 0    |
| Łącznie       | Łącznie | 59    | 2    |

### Gole w reprezentacji
| Włochy | Włochy     | Włochy                       | Włochy     | Włochy | Włochy | Włochy        | Włochy   |
| Lp.    | Data       | Stadion                      | Przeciwnik | Gole   | Wynik  | Turniej       | Przypisy |
| ------ | ---------- | ---------------------------- | ---------- | ------ | ------ | ------------- | -------- |
| 1.     | 04.06.1992 | Foxboro Stadium, Foxborough  | Irlandia   | 2:0    | 2:0    | US Cup 1992   | [ 20 ]   |
| 2.     | 07.09.1994 | Stadion Ljudski Vrt, Maribor | Słowenia   | 1:1    | 2:1    | El. Euro 1996 | [ 21 ]   |

### Trenerskie
| Drużyna    | Od         | Do         | Wyniki | Wyniki | Wyniki | Wyniki | Wyniki |
| Drużyna    | Od         | Do         | M      | Z      | R      | P      | Z%     |
| ---------- | ---------- | ---------- | ------ | ------ | ------ | ------ | ------ |
| AC Mantova | 27.10.2008 | 09.02.2009 | 13     | 4      | 4      | 5      | 30,77  |
| Łącznie    | Łącznie    | Łącznie    | 13     | 4      | 4      | 5      | 30,77  |

## Sukcesy

### Zawodnicze
AC Milan
- Mistrzostwo Włoch: 1988, 1992, 1993, 1994, 1996, 1999, 2004
- Wicemistrzostwo Włoch: 1990, 1991, 2005
- 3. miejsce w Serie A: 1989, 2000, 2003, 2006
- Puchar Włoch: 2003
- Finał Pucharu Włoch: 1990, 1998
- Superpuchar Włoch: 1988, 1992, 1993, 1994, 2004
- Puchar Europy/Liga Mistrzów: 1989, 1990, 1994, 2003, 2007
- Finał Ligi Mistrzów: 1993, 1995, 2005
- Superpuchar Europy: 1989, 1990, 1994, 2003
- Puchar Interkontynentalny: 1989, 1990

Reprezentacyjne
- Wicemistrzostwo świata: 1994

### Indywidualne
- UEFA Golden Jubilee Poll: 2004 (50. miejsce)
- Członek Galerii Sławy AC Milanu: 2009

## Kariera działacza
Alessandro Costacurta w okresie od 1 lutego 2018 roku do 22 października 2018 roku był wiceprezesem zarządu w FIGC (Włoski Związek Piłki Nożnej).

## Życie prywatne
Alessandro Costacurta był dwukrotnie żonaty. Pierwszą żoną była Floriana Lainati (1994–1996). Drugą żoną jest Miss Włoch 1991, Martina Colombari, z którą wziął ślub 16 czerwca 2004 roku. Mają syna Achille (ur. 2 października 2004). Ma młodszego brata Lodovico (ur. 1969), również piłkarza.
23 lipca 2021 roku 87-letnia matka Margherita zginęła w wypadku samochodowym w Cavaria con Premezzo.